# Hanušovice
Hanušovice är en stad i Tjeckien.   Den ligger i distriktet Okres Šumperk och regionen Olomouc, i den östra delen av landet, 180 km öster om huvudstaden Prag. Hanušovice ligger 414 meter över havet och antalet invånare är 3 556.

## Näringsliv
I Hanušovice bryggs ölet Holba.

## Geografi
Terrängen runt Hanušovice är huvudsakligen kuperad. Hanušovice ligger nere i en dal. Runt Hanušovice är det ganska tätbefolkat, med 62 invånare per kvadratkilometer. Närmaste större samhälle är Šumperk, 13,0 km söder om Hanušovice. I omgivningarna runt Hanušovice växer i huvudsak blandskog.